# Papworth St Agnes
Papworth St Agnes est une paroisse civile et un village du Cambridgeshire, en Angleterre.